# Galactia cuneata
Galactia cuneata är en ärtväxtart som beskrevs av Brother Alain. Galactia cuneata ingår i släktet Galactia och familjen ärtväxter. Inga underarter finns listade i Catalogue of Life.